# Caldwell (Texas)
Caldwell je město a sídlo Burleson County v Texasu ve Spojených státech amerických. Při sčítání lidu v roce 2020 zde žilo 3 993 obyvatel. Je součástí metropolitní oblasti Bryan-College Station. 
Vznik města je datován do roku 1840. Ve městě se nachází muzeum české kultury, Czech Heritage Museum, které vlastní spoustu dokladů a předmětů ohledně české kolonizace města a regionu.
Každý rok v září se zde koná Kolache festival, pojmenován podle této tradiční české a slovenské a pochoutky.

## Geografie
Caldwell se nachází na severozápadě Burleson County. Středem města prochází Texas State Highway 21, která vede severovýchodně 37 km do Bryanu a jihozápadně 80 km do Bastropu.

## Významní obyvatelé
- Mel Deutsch, bývalý hráč Major League Baseball
- Alfred Jackson, bývalý fotbalista NFL
- Charlie Krueger, bývalý fotbalista NFL